# Franz Philipp von Inzaghi
Franz Philipp von Inzaghi (italiano: Francesco Filippo Inzaghi; Graz, 25 maggio 1731 – Gorizia, 3 dicembre 1816) è stato un vescovo cattolico austriaco.

## Biografia
Franz Philipp von Inzaghi (anche italianizzato in: Francesco Filippo d'Inzaghi), nacque in seno ad una nobile famiglia austriaca di rango comitale di ascendenza italiana, dalla quale poi discenderà anche il governatore delle province venete sottoposte all'Impero austriaco, il conte Carlo d'Inzaghi.
Intrapresa la carriera ecclesiastica, compì i propri studi a Roma, venendo ordinato sacerdote a Salisburgo il 30 marzo 1754. In seguito venne nominato arcidiacono mitrato della chiesa di Mikulov in Moravia. Il 27 febbraio 1775 venne prescelto a ricoprire la carica di vescovo di Trieste, venendo consacrato quello stesso giorno.
Nel 1788 venne promosso per esplicito volere dell'imperatore Giuseppe II d'Asburgo-Lorena alla carica di vescovo di Gradisca, una grande diocesi espressamente voluta dal governo austriaco per meglio controllare la vita religiosa dell'area. La nuova circoscrizione aveva assorbito la stessa Trieste, oltre all'arcidiocesi di Gorizia e la diocesi di Pedena. Il progetto dell'imperatore si rivelò però ben presto un fallimento per le proteste delle città coinvolte e, dopo la morte di Giuseppe II nel 1790 e con il consenso del nuovo imperatore Leopoldo II, la diocesi venne soppressa e il 12 settembre 1791 Francesco Filippo d'Inzaghi divenne vescovo di Gorizia e Gradisca.
L'influenza della sua figura, rappresentò per tutto il Veneto un punto di riferimento notevole per la sua epoca: è ricordato in particolare per aver avuto il merito di saper mantenere una chiesa stabile e forte malgrado l'instabilità politica che gravava i governi dell'Europa del tempo e malgrado la costante ingerenza dello stato imperiale negli affari delle curie locali, in particolare di quelle esterne dai confini dei domini diretti dell'imperatore. Nello specifico, a lui si ascrive la riapertura del santuario di Monte Santo e la riapertura del seminario di Gorizia.
Costretto alla fuga all'invasione di Napoleone del 1797 che sfociò nella conquista del Veneto ed alla successiva proclamazione del Trattato di Campoformio, con il ritorno del territorio veneto alle dipendenze dell'Austria, egli poté rientrare nella propria sede, ove riprese possesso della cattedra episcopale e dove morì il 3 dicembre 1816. Fu sepolto nella cripta dei vescovi della cattedrale cittadina di Gorizia.

## Genealogia episcopale
La genealogia episcopale è:
- Cardinale Scipione Rebiba
- Cardinale Giulio Antonio Santori
- Cardinale Girolamo Bernerio, O.P.
- Arcivescovo Galeazzo Sanvitale
- Cardinale Ludovico Ludovisi
- Cardinale Luigi Caetani
- Cardinale Ulderico Carpegna
- Cardinale Paluzzo Paluzzi Altieri degli Albertoni
- Cardinale Flavio Chigi
- Papa Clemente XII
- Cardinale Giovanni Antonio Guadagni, O.C.D.
- Cardinale Cristoforo Migazzi
- Vescovo Franz Philipp von Inzaghi